# Samuel Thomas von Sömmerring
Samuel Thomas Soemmerring, desde 1808 Cavaleiro de Soemmerring (em alemão: Ritter von Soemmerring), também Sömmerring (Thorn, Prússia, 28 de janeiro de 1755 — Frankfurt am Main, 2 de março de 1830) foi um médico, anatomista, antropólogo, paleontolólogo e inventor alemão.

## Carreira
Sömmerring nasceu em Thorn (Toruń), Prússia Real (uma província da Coroa da Polônia) como o nono filho do médico Johann Thomas Sömmerring. Em 1774 completou sua educação em Thorn e começou a estudar medicina na Universidade de Göttingen. Ele visitou Petrus Camper lecionando na Universidade de Franeker. Tornou-se professor de anatomia no Collegium Carolinum (alojado no Ottoneum, agora um Museu de História Natural) em Kassel e, a partir de 1784, na Universidade de Mainz. Lá ele foi por cinco anos o reitor da faculdade de medicina. Devido ao fato de Mainz ter se tornado parte da República Francesa sob o Diretório Francês, Sömmerring abriu uma clínica em Frankfurt em 1795. Como uma de suas muitas empresas importantes, Sömmerring introduziu contra muitas resistências a vacinação contra a varíola e se tornou um dos primeiros membros da Senckenbergische Naturforschende Gesellschaft e foi nomeado conselheiro. Ele recebeu ofertas de emprego da Universidade de Jena e da Universidade de São Petersburgo, mas aceitou em 1804 um convite da Academia de Ciências da Baviera, em Munique. Nesta cidade, tornou-se conselheiro da corte e foi conduzido à nobreza bávara.
Quando Sömmerring tinha 23 anos, ele descreveu a organização dos nervos cranianos como parte deste trabalho de doutorado: seu estudo ainda é válido hoje. Publicou muitos escritos nas áreas de medicina, anatomia e neuroanatomia, antropologia, paleontologia, astronomia e filosofia. Entre outras coisas, ele escreveu sobre crocodilos fósseis e em 1812 descreveu Ornithocephalus antiquus agora conhecido como Pterodactylus. Ele também foi o primeiro a desenhar com precisão uma representação da estrutura do esqueleto feminino.
Além disso, Sömmerring foi um inventor muito criativo, tendo projetado um telescópio para observações astronômicas e um telégrafo elétrico em 1809. Ele trabalhou no refinamento de vinhos, manchas solares e muitas outras coisas. Em 1811 ele desenvolveu o primeiro sistema telegráfico na Baviera, que está hoje no Museu Alemão de Ciência em Munique. Em 1823, foi eleito membro estrangeiro da Real Academia Sueca de Ciências .
Sömmering foi casado com Margarethe Elizabeth Grunelius (falecida em 1802), e teve um filho, Dietmar William, e uma filha, Susanne Katharina. Devido ao mau tempo, Sömmering deixou Munique em 1820 e retornou a Frankfurt, onde morreu em 1830. Ele está enterrado no cemitério principal da cidade.

## Lista parcial de publicações
- Über die körperliche Verschiedenheit des Mohren vom Europär (1774)
- Vom Hirn- und Rückenmark. Mainz 1788, 2. Aufl. 1792.
- Vom Bau des menschlichen Körpers. Frankfurt am Main, 1791-96, 6 Bde.; 2. Aufl. 1800; neue Aufl. von Bischoff, Henle u. a., Leipzig 1839-45, 8 Bde.
- De corporis humani fabrica. Frankfurt am Main 1794-1801, 6 Bde.
- De morbis vasorum absorbentium corporis humani. Frankfurt am Main, 1795.
- Tabula sceleti feminini. Frankfurt am Main, 1798.
- Abbildungen des menschlichen Auges. Frankfurt am Main, 1801.
- Abbildungen des menschlichen Hörorgans. Frankfurt am Main, 1806.
- Abbindungen des menschlichen Organs des Geschmacks und der Stimme. Frankfurt am Main, 1806.
- Abbildungen der menschlichen Organe des Geruchs, 1809.